# Giovanni Nepomuceno d'Asburgo-Lorena
Giovanni Nepomuceno d'Asburgo-Lorena, noto anche semplicemente come arciduca Giovanni o col nome Giovanni Orth (Firenze, 20 novembre 1852 – Capo Horn, 1890, presumibilmente morto in navigazione), è stato un principe di Toscana e arciduca d'Austria. Scomparso in mare nel 1890, fu ufficialmente dichiarato morto nel 1911.

## Biografia

### I primi anni
Giovanni Nepomuceno, detto Gianni in famiglia, nacque a Firenze a Palazzo Pitti, ultimogenito dei dieci figli del granduca Leopoldo II di Toscana (1797-1870) e della sua seconda moglie, la granduchessa Maria Antonia di Borbone-Due Sicilie (1814-1898). I suoi nonni paterni erano il granduca Ferdinando III di Toscana e Luisa Maria Amalia di Borbone-Napoli; quelli materni il re Francesco I delle Due Sicilie e Maria Isabella di Borbone-Spagna. Fu battezzato col nome di san Giovanni Nepomuceno in onore di Giovanni di Sassonia (Johann Nepomuk von Sachsen), suo padrino nonché grande amico di Leopoldo II e fratello di Maria Anna Carolina di Sassonia, prima moglie del granduca.
Il 27 aprile 1859, quando Giovanni aveva sei anni e mezzo, i moti rivoluzionari fiorentini ponevano fine al dominio dei Lorena sulla Toscana. Insieme alla sua famiglia, il giovane principe si rifugiò alla corte dell'imperatore Francesco Giuseppe I d'Austria a Vienna.

### La brillante carriera militare, le idee liberali, la passione per le arti, i legami col principe ereditario Rodolfo
In Austria Giovanni crebbe sotto la tutela dell'arciduca Alberto d'Asburgo-Teschen e la sua grande passione fu subito la musica, in particolare i walzer di Strauss, dedicandosi egli stesso alla stesura di qualche pezzo musicale sotto lo pseudonimo di Johann Traunwart. 
Su consiglio del suo tutore, il giovane arciduca intraprese la carriera militare nell'Imperial regio esercito austro-ungarico divenendo tenente nel 1865, capitano dal 1867, maggiore nel 1872 e tenente colonnello dal 1874. Come comandante di una brigata di fanteria, nel 1879 prese parte alla campagna militare in Bosnia e venne nominato in quello stesso anno feldmaresciallo luogotenente. Dopo che la Bulgaria ottenne l'indipendenza dall'Impero ottomano, Giovanni fu inutilmente candidato al trono, ma venne superato da Alessandro di Battenberg, che fu eletto principe nel 1879. A causa del suo atteggiamento, fu spesso in contrasto col governo austriaco, al punto da ritirarsi dalla carriera militare nel 1887 e dedicarsi alla scrittura di opere di letteratura militare come "Die österreichisch-ungarische Monarchie in Wort und Bild", il suo principale capolavoro, che destò parecchio scalpore in quanto gettava ombre sulla battaglia di Custoza del 1866, sminuendo l'azione vinta dall'esercito austriaco.
Durante questo periodo a Vienna, divenne intimo amico del principe ereditario Rodolfo, unico figlio maschio dell'imperatore e dell'imperatrice Elisabetta di Baviera (la famosa principessa Sissi). Sulle questioni di governo Rodolfo e Giovanni sostenevano idee liberali e furono entrambi oggetto d'indagine del barone Krauss, direttore della polizia segreta dell'imperatore Francesco Giuseppe, il quale temeva fossero entrambi coinvolti nella massoneria.
A lui è attribuito un ruolo di progettista nella costruzione della "Villa Toscana" (iniziata nel 1870) a Gmunden (Stato federale austriaco dell'Alta Austria), residenza estiva della madre Maria Antonia di Borbone-Due Sicilie, già sovrana regnante di Toscana.  
Il 30 gennaio 1889 la famiglia imperiale fu sconvolta dalla tragedia di Mayerling, nella quale perse la vita in circostanze misteriose l'arciduca Rodolfo. Giovanni rimase particolarmente sconvolto dalla morte del cugino, al quale era legato da un sincero affetto; il 16 ottobre di quell'anno decise ufficialmente di rinunciare ai suoi titoli, al suo rango e ai suoi privilegi. Da quel momento fu un semplice cittadino austriaco, chiamato Giovanni Orth (il cognome gli derivava dallo Schloss Ort, il castello austriaco in cui viveva la madre Maria Antonietta).

### La misteriosa scomparsa

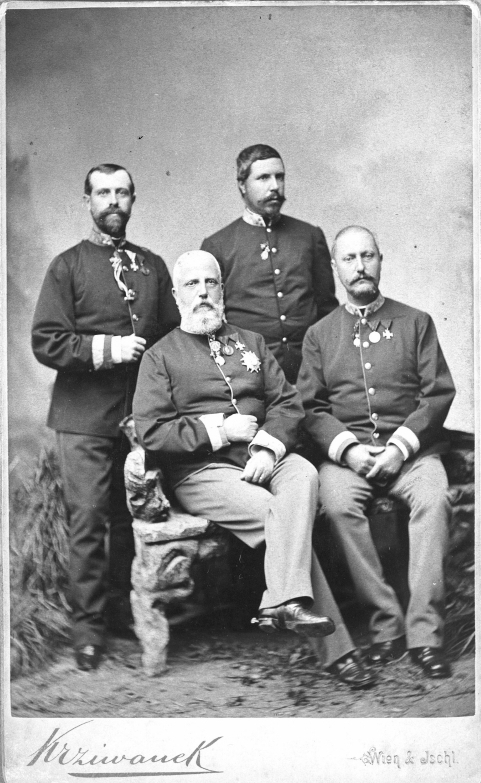
Giovanni d'Asburgo-Lorena (primo a sinistra) con i fratelli Luigi, Ferdinando IV e Carlo

Divenuto un personaggio ingombrante, l'imperatore privò Giovanni della nazionalità austriaca e questi si diresse a Londra, ove sposò la cantante d'opera Milly Stubel con la quale aveva una stretta relazione da tempo; il 26 marzo 1890, insieme alla moglie, salpò alla volta dell'Argentina sulla nave Santa Margherita. A febbraio da Montevideo, in Uruguay, si diresse a Valparaíso, in Cile. Dopo una sosta a Buenos Aires, la nave riprese il mare nel luglio del 1890: l'ultima volta che furono visti Giovanni, sua moglie e l'equipaggio fu nei pressi di Capo Horn.
Dopo la scomparsa, l'imperatore fece cercare l'imbarcazione senza risultati e l'arciduca Giovanni fu dichiarato disperso. La granduchessa-vedova Maria Antonietta rifiutò sempre di portare il lutto per Giovanni, convinta che il figlio fosse ancora vivo; alcuni truffatori riuscirono anche a estorcerle del denaro fornendole false notizie. Secondo altre fonti, per vivere tranquillo lontano dal mondo con la moglie, l'arciduca si sarebbe trasferito in Sudamerica, ove avrebbe acquistato una fattoria e si sarebbe dedicato alla professione di piccolo proprietario terriero. Ad ogni modo nel 1911 l'arciduca venne dichiarato ufficialmente morto.

## Ascendenza
|                                                             |                                |                                | Genitori                                |  |  | Nonni |  |  | Bisnonni                             |  |  | Trisnonni                            |  |
|                                                             |                                |                                |                                         |  |  |       |  |  | Leopoldo II, Sacro Romano Imperatore |  |  | Francesco I, Sacro Romano Imperatore |  |
|                                                             |                                |                                |                                         |  |  |       |  |  | Leopoldo II, Sacro Romano Imperatore |  |  | Francesco I, Sacro Romano Imperatore |  |
|                                                             |                                | Maria Teresa d'Austria         |                                         |  |  |       |  |  | Leopoldo II, Sacro Romano Imperatore |  |  |                                      |  |
| Ferdinando III, Granduca di Toscana                         |                                |                                |                                         |  |  |       |  |  | Leopoldo II, Sacro Romano Imperatore |  |  |                                      |  |
|                                                             |                                | Infanta Maria Luisa di Spagna  | Carlo III di Spagna                     |  |  |       |  |  |                                      |  |  |                                      |  |
|                                                             |                                | Infanta Maria Luisa di Spagna  | Carlo III di Spagna                     |  |  |       |  |  |                                      |  |  |                                      |  |
|                                                             |                                | Infanta Maria Luisa di Spagna  | Maria Amalia di Sassonia                |  |  |       |  |  |                                      |  |  |                                      |  |
| Leopoldo II, Granduca di Toscana                            |                                | Infanta Maria Luisa di Spagna  |                                         |  |  |       |  |  |                                      |  |  |                                      |  |
|                                                             |                                | Ferdinando I delle Due Sicilie | Carlo III di Spagna                     |  |  |       |  |  |                                      |  |  |                                      |  |
|                                                             |                                | Ferdinando I delle Due Sicilie | Carlo III di Spagna                     |  |  |       |  |  |                                      |  |  |                                      |  |
|                                                             |                                | Ferdinando I delle Due Sicilie | Maria Amalia di Sassonia                |  |  |       |  |  |                                      |  |  |                                      |  |
| Principessa Luisa di Napoli e Sicilia                       |                                | Ferdinando I delle Due Sicilie |                                         |  |  |       |  |  |                                      |  |  |                                      |  |
|                                                             |                                | Maria Carolina d'Austria       | Francesco I, Sacro Romano Imperatore    |  |  |       |  |  |                                      |  |  |                                      |  |
|                                                             |                                | Maria Carolina d'Austria       | Francesco I, Sacro Romano Imperatore    |  |  |       |  |  |                                      |  |  |                                      |  |
|                                                             |                                | Maria Carolina d'Austria       | Maria Teresa d'Austria                  |  |  |       |  |  |                                      |  |  |                                      |  |
| Arciduca Giovanni Nepomuceno d'Austria, Principe di Toscana |                                | Maria Carolina d'Austria       |                                         |  |  |       |  |  |                                      |  |  |                                      |  |
|                                                             | Ferdinando I delle Due Sicilie | Carlo III di Spagna            |                                         |  |  |       |  |  |                                      |  |  |                                      |  |
|                                                             | Ferdinando I delle Due Sicilie | Carlo III di Spagna            |                                         |  |  |       |  |  |                                      |  |  |                                      |  |
|                                                             | Ferdinando I delle Due Sicilie | Maria Amalia di Sassonia       |                                         |  |  |       |  |  |                                      |  |  |                                      |  |
| Francesco I delle Due Sicilie                               | Ferdinando I delle Due Sicilie |                                |                                         |  |  |       |  |  |                                      |  |  |                                      |  |
|                                                             |                                | Maria Carolina d'Austria       | Francesco I, Sacro Romano Imperatore    |  |  |       |  |  |                                      |  |  |                                      |  |
|                                                             |                                | Maria Carolina d'Austria       | Francesco I, Sacro Romano Imperatore    |  |  |       |  |  |                                      |  |  |                                      |  |
|                                                             |                                | Maria Carolina d'Austria       | Maria Teresa d'Austria                  |  |  |       |  |  |                                      |  |  |                                      |  |
| Maria Antonia di Borbone-Due Sicilie                        |                                | Maria Carolina d'Austria       |                                         |  |  |       |  |  |                                      |  |  |                                      |  |
|                                                             |                                | Carlo IV di Spagna             | Carlo III di Spagna                     |  |  |       |  |  |                                      |  |  |                                      |  |
|                                                             |                                | Carlo IV di Spagna             | Carlo III di Spagna                     |  |  |       |  |  |                                      |  |  |                                      |  |
|                                                             |                                | Carlo IV di Spagna             | Maria Amalia di Sassonia                |  |  |       |  |  |                                      |  |  |                                      |  |
| Infanta Maria Isabella di Spagna                            |                                | Carlo IV di Spagna             |                                         |  |  |       |  |  |                                      |  |  |                                      |  |
|                                                             |                                | Maria Luisa di Parma           | Filippo I, Duca di Parma                |  |  |       |  |  |                                      |  |  |                                      |  |
|                                                             |                                | Maria Luisa di Parma           | Filippo I, Duca di Parma                |  |  |       |  |  |                                      |  |  |                                      |  |
|                                                             |                                | Maria Luisa di Parma           | Principessa Luisa Elisabetta di Francia |  |  |       |  |  |                                      |  |  |                                      |  |
|                                                             |                                | Maria Luisa di Parma           |                                         |  |  |       |  |  |                                      |  |  |                                      |  |